# Mab (satélite)
Mab es un  satélite interior de Urano. Fue descubierto el 25 de agosto de 2003 por Mark R. Showalter y Jack J. Lissauer usando el telescopio espacial Hubble, y su designación provisional fue S/2003 U 1. Debe su nombre al personaje de la reina Mab de la obra Romeo y Julieta de William Shakespeare. También es llamado Uranus XXVI.
Debido a que Mab es pequeño y oscuro, no fue descubierto en las imágenes tomadas por el Voyager 2 durante su paso por Urano en 1986. Sin embargo, es más brillante que Perdita, que fue descubierto por las imágenes enviadas por el Voyager en 1997. Esto llevó a que las imágenes fueran estudiadas nuevamente, y finalmente fue descubierto el satélite.
Mab está fuertemente perturbado. El origen de esta perturbación todavía es confuso, pero se cree que es debido a alguno de los satélites que orbitan cerca de él. La órbita de Mab se encuentra a la misma distancia de Urano que R/2003 U 1, un anillo descubierto recientemente. Mab tiene el tamaño óptimo para alimentar de polvo al anillo, ya que los satélites más grandes pueden retener el polvo que se escapa y los más pequeños no tienen el tamaño suficiente para alimentar un anillo, a través de las partículas o las colisiones de meteoritos.